# Софийская епархия
Софийская епархия (болг. Софийска епархия) — епархия Болгарской православной церкви с кафедрой в городе София и архиерейскими наместничествами в Самокове, Ихтимане, Дупнице, Радомире, Кюстендиле, Трыне и Годече.

## История
Благодаря на благоприятному географическому положению София (Сердика, Средец) стала известным христианским центром ещё с начала на IV века. В 343 году тут был созван важный церковный собор, который усилил авторитет Софийской епископии.

## Епископы
епископы Сердикийские
- III век — Ферапонтий[1]
- упом. 325 — упом. 344 — Протоген[2]
- упом. 424 и 431 — Юлиан[2]
- упом. 458 — Зосим[3]
- упом. 515 — Домнион[4]
- упом. през 551 — Василиск[4]
- упом. 594 — Феликс[4]

митрополиты Софийские
- упом. ок. 1070—1080 — Михаил[4][5]
- ок. 1100 — Никита[5]
- упом. 1329 — Иоанн[6]
- изд. В. Н. Златарски — Леонтий (упом. 1360)[7]
- 1455—1469 — Силоаний[8]
- упом. 1469 — Сильвестр[9]
- упом. май 1484 — Каллист[10]
- упом. 1493[11] — 1503[12] — Калевит
- упом. в 1513,[13] — 31 декабря 1522 — Иеремия
- упом. июль 1528 — Нифонт[14]
- упом. май 1534 — Панкратий[13]
- упом. август 1555 — Иаков[13]
- упом. в 1564 — упом. 1565 — Диомидий[15]
- упом. март 1579[16] — 1586[17][18] — Парфений
- упом. 6 января 1587[12] — 1601[19] — Григорий
- июнь 1601 — Иоасаф[19] от назначения отказался
- упом. 1603 — Неофит[19]
- упом. в 1614[20] — 1628[19] — Иеремия
- 27 июня 1628—1631 — Мелетий[21]
- май 1631—1639 — Игнатий[22]
- 30 ноября 1639[19] — 1640/1645[23] — Иезекииль
- 1647—1650 — Николай[24] местоблюститель
- декабрь 1650—1670 — Даниил[24]
- получил фирман 1 июня 1670 — Мелетий[25]
- 1674—1676 — Авксентий[25]
- май 1676—1678 — Даниил[26]
- 1678—1680 — Авксентий[26]
- 28 июля 1680 — ? — Кирилл[27]
- упом. 1692 — Феоклит[28]
- упом. 1694[29] — 1701 — Григорий[30]
- 23 мая 1701—1743 — Анастасий[31]
- май 1743—1754 — Анфим[32]
- 14 апреля 1754—1783 — Иеремия[33]
- 1783 — Иероним ?[34]
- сентября 1783—1822 — Феофан[35]
- 24 ноября 1822—1830 — Иоаким[36]
- июнь 1830—1837 — Паисий[37][38]
- апрель 1837—1847 — Мелетий[39]
- 7 октября 1847—1853 — Паисий второй раз
- июль 1853—1861 — Гедеон[39]
- 19 апреля 1861[40] — октябрь 1872 — Дорофей (Спасов)
- 15 октябрь 1872 — 24 февраля 1883 — Мелетий (Андонов)
- осень 1884—1887 — Климент (Друмев), митр. Тырновский
- 1887—1892 — Кирилл (Стоичков)
- 26 января 1892 — 20 июня 1918 — Парфений (Иванов)
- июнь 1918 — октябрь 1921 — Василий (Михайлов) наместник-председатель
- 22 октября 1921 — 2 апреля 1922 — Максим (Пелов) наместник-председатель
- 2 апреля 1922 — 6 сентября 1948 — Стефан (Шоков)
- 8 ноямбря 1948 — 4 января 1949 — Михаил (Чавдаров) наместник-председатель
- 10 мая 1953 — 7 марта 1971 — Кирилл (Марков) с 3 января 1951 года — наместник-председатель
- 4 июля 1971 — 6 ноября 2012 — Максим (Минков) с марта 1971 года — наместник-председатель
- 10 ноября 2012 — 24 февраля 2013 — Кирилл (Ковачев) наместник-председатель
- 24 февраля 2013 — 13 марта 2024 — Неофит (Димитров)
- 19 марта 2024 — 30 июня 2024 — Григорий (Цветков) наместник-председатель
- с 30 июня 2024 — Даниил (Николов)

## Монастыри
- «Покров на Пресвета Богородица» (женский; Самоков)
- «Покров на Пресвета Богородица» (женский; село Ресилово, Дупнишко)
- Дрангалевский монастырь Успения Пресвятой Богородицы (мужской; квартал Драгалевци, София)
- Руенский монастырь святого Иоанна Рыльского (село Скрино, Дупнишко)
- «Св. прор. Илия» — 1756 кв. Дървеница, София, тел.884 01 73, игумения Анисия
- «Св. Мина» — 1278 кв. Обрадовци, София, тел.936 69 99
- «Св. Петка» — 1444 кв. Бистрица, София, тел.992 20 70, йеромонах Стилян
- «Св. праотци Йоаким и Анна» — 1444 кв. Бистрица, монах Яков
- Кремиковский монастырь святого Георгия (женский; квартал Кремиковци, София)
- «Св. Три Светители» — 1225 кв. Орландовци, София, тел.936 67 14, ефимерий: отец Димитър Генчев
- Владайский монастырь святой Петки (женский; квартал Владая, София)
- «Св. Троица» — 1696 кв. Мърчаево, София, тел.0888 772586, игумения Михаила
- «Св. арх. Михаил» — 2252 с. Шума, тел.0729/ 39 04, ефимерий: о. Иван Христов
- Кокалянский монастырь святого архангела Михаила (мужской; село Кокаляне)
- «Св. Николай» — 2347 с. Кладница, тел.0899 424275, ефимерий: о. Илия Христов; сайт: https://web.archive.org/web/20141023161056/http://www.sv-nikola.hit.bg/
- «Св. Николай» — 2295 с. Батулия, тел.07164/ 2122, ефимерий: о. Стефан Стойчев
- Клисурский Петковский монастырь (женский; село Клисура)
- Долнолозенский монастырь святых Апостолов Петра и Павла (женский; квартал Долни Лозен, София)
- Лозенский Спасский монастырь (женский; село Долни-Лозен, Столичная община)
- «Св. Три Светители» — 1554 кв. Чепинци, София, тел.996 22 83, игумения Виктория
- «Св. Троица» — 2350 кв. Дивотино, София, тел.997 15 01, игумен: иеромон. Пахомий
- «Св. Дух» — 2240 гр. Годеч, тел.0729/ 23 63, ефимерий: о. Тодор Тошев
- «Св. Йоан Рилски» — 1186 кв. Герман, София, тел.992 85 20; 992 85 01, към ефория Зограф
- «Св. ап. ев. Лука» — 2589 с. Граница, тел.07911/ 286, Игумения Агатия
- «Св. св. безсребърници и чудотворци Козма и Дамян» (Църногорски манастир) (мужской; село Гигинци)
- «Седемте престола-Рождество Богородично» — 2291 с. Осеновлак, тел.0888 295471, ефимерий: о. Костадин Велев
- «Св. Aрхангел Михаил» — 2230 гр. Костинброд, кв. Шияковци, тел.0886 442580, монах Йоан
- «Св. Георги» — 1806 с. Горни Богров, тел.0898/971302, ефимерий: о. Антим Попов
- «Св. ап. Петър и Павел» — 1855 с. Долни Богров, тел.0887 203764, ефимерий: о. Янко Китанов
- Панчаревский монастырь святого Николая (без монашествующих; кв. Панчарево, м. Урвич, София)
- «Св. арх. Михаил» — с. Билинци, игумен: иеромон. Партений
- «Св. Георги» — с. Букоровци, послушница Цветанка Атанасова
- «Св. Теодор Стратилат» — с. Балша, ефимерий: отец Георги Стоянов
- «Св. Георги» — с. Горни Богров, ефимерий: отец Антим Попов
- «Св. прор. Илия» — кв. Илиенци, София, ефимерий: отец Йордан Тотков
- «Св. Йоан Рилски» — кв. Курило, София, ефимерий: протопр. Любен Коларски
- «Св. Богородица» — с. Разбоище, игумения Зиновия
- «Св. архидякон Стефан» — гр. Сапарева баня, ефимерий: о. Димитър Владимиров
- «Св. Параскева» — с. Чепърленци
- «Св. Богородица» — с. Челопечене, игумения Юстина
- «Св. Богородица» — до с. Елешница